# Plenty Coups
Plenty Coups (crow: Alaxchíia Ahú) (1848 - 1932) fou un cabdill i visionari crow. Es va aliar amb els blancs quan començava la guerra a l'Oest perquè que el dakotes i xeienes (que s'oposaven a la colonització blanca a la zona) eren els enemics tradicionals del crow. Plenty Coups també havia experimentat una visió quan era molt jove i que els no amerindis finalment prendrien el control de la seva terra natal (Montana), de manera que sempre va pensar que la cooperació beneficiarà al seu poble molt més que l'oposició.
Una de les seves cites famoses és: "L'educació és l'arma més poderosa, amb l'educació són iguals a l'home blanc, sense educació sou la seva víctima i així seguirà sent totes les vostres vides. Estudiar, aprendre, ajudar-nos els uns als altres sempre. Recordar que només hi ha pobresa i misèria en l'ociositat i els somnis - però en el treball hi ha amor propi i independència".
El que més volia era que els crow continuessin com a poble amb els seus costums i creences espirituals. Els seus esforços en el seu nom van assegurar que va succeir això i va conduir al seu poble en pau al segle xx.
Fou el principal cap dels Crows de la Muntanya, o els Apsáalooke, de la Nació Crow.

## Primers anys
Plenty Coups va néixer en la tribu Crow de la Muntanya en 1848 als "penya-segats que no tenen nom" (possiblement vora Billings, Montana, fill de Medicine-Bird i d'Otter-woman. Va rebre el nom de Chíilaphuchissaaleesh, o "Búfal que encara el vent".
En el moment del seu naixement, els crows havien estat delmats per la verola pel contacte amb estrangers blancs, que va reduir la seva població d'entre deu i quinze mil membres al voltant d'un a dos mil. Les tribus circumdants van aprofitar la seva reducció numèrica per atacar incessantment als crows, en particular, els sioux. A més, totes les nacions ameríndies, incloent els crows, estaven sota forta pressió dels estrangers que estaven exterminant els bisons i estrenyent les diverses nacions índies competint per la terra i els aliments, el que creava en aquell moment un pic de la guerra entre tribus. Plenty Coups va créixer potser els moments més difícils que el seu poble havien vist durant la seva història.

### Canvi de nom
D'acord amb la tradició, quan era jove, el seu nom de naixement va ser canviat: el seu avi va predir que arribaria a ser cap de la tribu Crow, que viuria una vida molt llarga, i assoliria moltes grans gestes, el batejà Alaxchiiaahush, és a dir, "Molts Èxits". Plenty Coups és la traducció a l'anglès del seu nom, que ve de la paraula cop, o acte de valentia. Al llarg de la seva vida viuria amb el nom i la predicció del seu avi.

### Visions del futur
Al principi de la seva vida, Plenty Coups va començar a tenir somnis profètics i visions. Molts semblaven tan inversemblants que ningú se'ls creia, però quan van començar a fer-se realitat els seus companys de la tribu van començar a reverenciar-lo i escoltar-lo amb cura:
Després de la mort del seu benvolgut germà gran quan ell tenia nou anys, va tenir una visió on un dels nans de les Muntanyes Pryor li va dir que havia de desenvolupar els seus sentits i el seu enginy, i que si en feia un bon ús seria un gran cap. Com va dir més tard, "jo tenia una voluntat i volia usar-la, fer que funcionés per a mi, com m'havia aconsellat el Nan cap. Em va fer molt feliç, em ficava al llit mirant cap al cel. El meu cor va començar a cantar com un ocell, i me'n vaig anar de nou al llogaret, no calia que cap home m'expliqués el significat del meu somni. Em vaig prendre un bany de suor i vaig descansar a l'alberg del meu pare. Ara em coneixia a mi mateix." Més tard, quan tenia 11 anys, Plenty Coups (juntament amb altres joves crows) va ser posat en dubte per tenir una visió que podia guiar el futur de la seva gent. Després de dejunar i de passar uns dies a les Crazy Mountains, que tenien una visió on va veure molts búfals que sortien d'un forat. Es propagaven per les planures, i després van desaparèixer. El búfal surrealista amb cues estranyes, diferents colors (fins i tot taques), i manxes senars va sortir del forat i va cobrir els plans. Es veia a si mateix com un ancià, vivint a prop d'una deu fred en els contraforts de les muntanyes Arrowhead. També va veure un bosc, i els forts vents van bufar els arbres al bosc fins que només va quedar un arbre dret. Era la casa del chickadee.
La seva visió va ser interpretada pels ancians tribals en el sentit que l'home blanc es faria càrrec de les terres indígenes i la seva manera de vida, com el vent que bufava cap avall els arbres al bosc, tots excepte un, que representava al poble crow. La tribu Crow se salvaria si podien aprendre a treballar amb l'home blanc. El seu guia espiritual fou aleshores el chickadee, i que portaria un parell de potes chickadee en una borsa de medicina que s'utilitzarien per a la protecció i el poder espiritual. Aquesta visió guiaria les seves accions (i les del poble crow) durant la resta de la seva vida.

## Guanyant el seu nou nom

### Jove guerrer
Plenty Coups va començar d'hora a aprendre els camins d'un guerrer indi. Els constants atacs de les tribus veïnes proporcionaren moltes oportunitats per demostrar el seu valor, i ràpidament van començar a guanyar cops. Va passar la seva joventut lluitant i aprendent al costat de molts altres joves guerrers, incloent Medicine Crow, que també es convertiria en cap juntament amb ell. Moltes vegades es cobriren amb una pell de llop gris, i es colaren en un camp enemic i l'exploraren. Va tornar amb els seus companys guerrers i dissenyaren un pla d'atac. Executaren l'atac, i Plenty Coups buscaria tocar a un enemic amb el seu bastó, o prendre una arma o un cavall, i després tornaria sense ser assassinats o capturats. Això es va considerar un acte de valentia major que matar realment un enemic.
Aviat es va guanyar una reputació de valent i astut, com el llop. Es va convertir en un membre dels guerrers d'elit de la seva tribu, que estava a banda i per sobre dels altres guerrers per la seva ferocitat i valentia. Farien tot a l'cap enrere, de manera que era estrany per als observadors, que van ajudar a crear la por en els cors dels seus enemics a causa de la seva reputació.

### Jove diplomàtic
Quan era jove Plenty Coups també va guanyar la reputació de ser un orador savi i eloqüent. Sovint se'l buscava a la recerca d'orientació i assessorament, i va parlar sovint durant els consells tribals als seus enemics veïns, i la seva interacció amb la població blanca i el seu seu govern.

## Últim gran cap
Plenty Coups va ser nomenat cap dels Crow de la Muntanya als 28 anys. Com a jove i cap, era un guerrer ferotge i molt respectat. Es creu que tenia entre 50 a 100 plomes en el seu pal de cops, cadascun representant un acte de valentia. Moltes vegades havia aconseguit els quatre requisits per convertir-se en cap.

### La lluita per protegir una nació
Plenty Coups es va convertir en cap de la tribu crow en 1876, el mateix any de la batalla de Little Bighorn. Aleshores sis guerrers crows treballaven com a exploradors per al General Custer, i es van aliar amb l'home blanc amb la finalitat de lluitar contra els seus propis enemics principals durant aquest període: els lakota, sioux i xeiene. D'acord amb la interpretació de la visió de Plenty Coups, la cooperació amb l'home blanc era l'única manera d'assegurar la supervivència futura dels crow al món d'un home blanc.

### Parlant de protegir un poble
Va ser seleccionat per representar els crow a Washington, DC, on va lluitar amb èxit contra els plans dels senadors nord-americans d'abolir la nació Crow i llevar-los-hi les seves terres. Va fer molts viatges a Washington durant aquests deu anys amb la finalitat de protegir el seu poble.
Va bastant èxit en la seva tasca, i se les hi va arreglar per mantenir la terra original, (tot i que només el 80% del que originalment sel's van assignar), tot i que molts estrangers desitjaven prendre la terra als crows per a la prospecció d'or i altres usos. Moltes altres tribus ameríndies havien estat instal·lades a reserves en territoris completament diferents on havien viscut les seves vides.

### Amerindis a Washington
El cap Plenty Coups va ser seleccionat com l'únic representant dels amerindis per a la dedicació de la Tomba del Soldat Desconegut i va donar un breu discurs en la seva llengua nativa en honor dels soldats i l'ocasió. Va posar el seu barret de guerra i el bastó de cops sobre la tomba, i s'hi conserven en una vitrina.

## Llegat
Quan va morir el 1932 als 84 anys, va ser considerat pel seu poble com l'últim dels grans caps. La visió que havia tingut quan era més jove fou veritat, havia estat casat (la seva dona era Strikes-the-iron) però no tenia fills propis. El bisó havia estat gairebé totalment reemplaçat pel bestiar. La societat blanca i el govern (europeu) van dominar i van canviar completament els amerindis. A través de la diplomàcia, la previsió i el fort lideratge Plenty Coups va ser capaç de preservar la terra, la gent i la cultura crow molt més que la majoria del que van poder les altres tribus natives nord-americanes.

### Autobiografia
L'escriptor Frank Bird Linderman va escriure l'autobiografia amb Plenty Coups quan aquest tenia 80 anys. Linderman visitaria la llar de Plenty Coups a la reserva Crow i demanà al cap que li reportés parts de la història de la seva vida. Dos indis crow, Coyote-runs i Braided-scalp-lock (aka Frank Shively), assistiren Plenty Coups en el relat de la seva vida a Linderman. El llibre resultant de la biografia de Plenty Coups fou publicat com a American: The Life Story of a Great Indian: Plenty-coups, Chief of the Crows (Nova York: John Day, 1930). El 1962 va ser reeditada simplement com a Plenty-Coups: Chief of the Crows (Bison Books) i encara s'està imprimint amb aquest títol.

### Parc Estatal i Llar Chief Plenty Coups
Inspirat per una visita a la plantació de George Washington de Mount Vernon a Virginia el 1928, quatre anys abans de la seva mort el cap Plenty Coups va donar 195 acres (0,79 km²) de la seva terra personal al comtat de Big Horn per crear un parc per al gaudi de les futures generacions. Hi havia la cabana de troncs en la que hi va viure i forma part del for future generations to enjoy. The log cabin he lived in is there and is part of Parc Estatal Chief Plenty Coups. Hi fou enterrat allí i els visitants del parc poden visitar la seva tomba, juntament amb un centre de visitants i un museu que compta amb més informació sobre Plenty Coups i el seu llegat. Tot el parc va ser renovat el 2003. El parc es troba vora Pryor (Montana).

## Citacions
- "L'educació és la vostra arma més poderosa. Amb l'educació sereu igual que els homes blancs. Sense educació, en sereu les víctimes, i així seguirà sent tota la seva vida."
- "El terreny en el qual ens trobem és terra sagrada És la sang dels nostres avantpassats."[11]
- "He sentit els homes blancs dir que no hi haurà més guerra. Però això no pot ser cert. Hi haurà altres guerres. Els homes no han canviat, i cada vegada que es barallen van a lluitar, com sempre han fet."[12]

## Filmografia
- Native Spirit and the Sun Dance Way, documental en DVD sobre la preservació de la religió Crow Sun Dance amb citacions de Plenty Coups, 2007, World Wisdom